# هاسون
هاسون (به انگلیسی: Hughson) شهری در شهرستان استانیسلاس، کالیفرنیا ایالت کالیفرنیا است که در سرشماری سال ۲۰۱۰ میلادی، ۶۶۴۰ نفر جمعیت داشته است.